# Cầu Hữu nghị Thái-Lào IV
Cầu Hữu nghị Thái-Lào IV (tiếng Thái: สะพานมิตรภาพ ไทย-ลาว แห่งที่ 4, [sàpʰaːn míttràpʰâːp tʰaj laːw hɛ̀ŋ tʰîː sìː]; tiếng Lào: ຂົວມິດຕະພາບ ລາວ-ໄທ, [kʰǔə mittapʰâːp láːw tʰaj]) là một cây cầu bắc qua sông Mê Kông nối huyện Chiang Khong tỉnh Chiang Rai của Thái Lan và muang Huoixai tỉnh Bokèo của Lào.

## Kích thước
Cây cầu dài khoảng 480 mét và rộng khoảng 14,7 mét. Tuy nhiên khu vực thi công rộng 400m.

## Kinh phí
Thái Lan, Lào và Trung Quốc cùng hợp tác đầu tư 1,9 tỉ baht để xây dựng cầu.